# ヴァイオリンとチェロのためのソナタ (ラヴェル)
《ヴァイオリンとチェロのためのソナタ》（フランス語: Sonate pour violon et violoncelle）は、1920年から1922年にかけてモーリス・ラヴェルが作曲した室内楽曲。

## 概要
もともと第1楽章は、音楽雑誌『ルヴュ・ミュジカル』誌の1920年の特集企画「ドビュッシーへのトンボー」（Tombeau de Claude Debussy）に提供された作品であった。その後ラヴェルは2年がかりで3つの後続楽章を書き上げてソナタとしての体裁を整え、「クロード・ドビュッシーの追憶に」という献辞を添えてデュラン社から出版した。
初演は1922年4月6日に、エレーヌ・ジュルダン＝モランジュのヴァイオリンとモーリス・マレシャルのチェロによって行われた。
小編成の室内楽のためのソナタという発想は、ドビュッシーの最後の室内楽（《ヴァイオリン・ソナタ》や《チェロ・ソナタ》、《フルート、ヴィオラとハープのためのソナタ》）に影響されているかもしれない。しかしながら、和声的なドビュッシーに対して、多声的なラヴェルという違いも明確に示している。
簡素で切り詰められた楽器編成と線的な書法は、ストラヴィンスキーやヒンデミットを旗手とする、第一次世界大戦後の新音楽の傾向を示している。一方で、半音階と教会旋法、ポリフォニーを多用した結果、随所で無調や多調の響きに満ちており、バルトークや新ウィーン楽派に対する関心ものぞかせている。

## 楽曲構成
全4つの楽章から成り、全曲の演奏には20分ほどを要する。両端楽章の主題においては、ハンガリー風の色彩も添えられている。
1. Allegro（アレグロ）
2. Très vif（きわめて速く）
3. Lent（緩やかに）
4. Vif, avec entrain（ヴィーヴォ・コン・スピリト）